# Milano–Mantua
Milano–Mantua, italienska Milano–Mantova, var ett italienskt endagslopp i landsvägscykling, med start i Milano och mål i Mantua. Det avhölls, med flera uppehåll, från 1906 till 1962. Från 1936 till 1943 kallades loppet Trofeo Moschini, men efter andra världskriget återfick det sitt tidigare namn och 1962 kallades det GP Europhon (med start och mål i Mantua). Loppet arrangerades av La Gazzetta dello Sport. 1936 och 1940 gällde loppet även som italienskt mästerskap.

## Podieplaceringar
| År              | Vinnare             | Tvåa                | Trea               |
| Milano–Mantova  |                     |                     |                    |
| 1906            | Giovanni Rossignoli | Giovanni Cuniolo    | Giulio Tagliavini  |
| 1907            | Giovanni Cuniolo    | Giovanni Rossignoli | Cezare Zanzottera  |
| 1908            | Battista Danesi     | Cezare Zanzottera   | Giovanni Cuniolo   |
| 1909-1931       | ej avhållet         | ej avhållet         | ej avhållet        |
| 1932            | Carlo Bonfati       | Adamo Dabini        | Ezio Migliorini    |
| 1933            | Fabio Battesini     | Vasco Bergamaschi   | Giacomo Gaioni     |
| 1934            | Enrico Bovet        | Mario Lusiani       | Isidoro Piubellini |
| 1935            | Vasco Reggianini    | Edgardo Scapini     | Franco Maggioni    |
| Trofeo Moschini |                     |                     |                    |
| 1936            | Raffaele Di Paco    | Domenico Piemontesi | Vasco Bergamaschi  |
| 1937            | Renato Scorticati   | Fausto Montesi      | Adriano Vignoli    |
| 1938            | Francesco Albani    | Osvaldo Bailo       | Diego Marabelli    |
| 1939            | Adolfo Leoni        | Aldo Bini           | Osvaldo Bailo      |
| 1940            | Adolfo Leoni        | Gino Bartali        | Pietro Rimoldi     |
| 1941            | Luciano Succi       | Giovanni Corrieri   | Gino Bisio         |
| 1942            | Glauco Servadei     | Quirino Toccaceli   | Pietro Chiappini   |
| 1943            | Olimpio Bizzi       | Glauco Servadei     | Gino Bartali       |
| 1944-1945       | ej avhållet         | ej avhållet         | ej avhållet        |
| Milano–Mantova  |                     |                     |                    |
| 1946            | Mario Ricci         | Adolfo Leoni        | Antonio Bevilacqua |
| 1947            | Quirino Toccacelli  | Antonio Covolo      | Olimpio Bizzi      |
| 1948-1953       | ej avhållet         | ej avhållet         | ej avhållet        |
| 1954            | Giuseppe Calvi      | Germano Marinoni    | Mirko Ciapparelli  |
| 1955-1956       | ej avhållet         | ej avhållet         | ej avhållet        |
| 1957            | Léon Van Daele      | Gino Guerrini       | Alfredo Sabbadini  |
| 1958            | Rik Van Looy        | Jozef Schils        | Armando Pelligrini |
| 1959            | Pierino Baffi       | Willy Vannitsen     | Angelo Conterno    |
| 1960            | Giuseppe Vanzella   | Pierino Baffi       | Yvo Molenaers      |
| 1961            | Ercole Baldini      | Pierino Baffi       | Renato Giusti      |
| GP Europhon     |                     |                     |                    |
| 1962            | Pierino Baffi       | Marino Vigna        | Renato Giusti      |